# 大瑶山团结公约石牌
大瑶山团结公约石牌，位于中国广西壮族自治区金秀瑶族自治县金秀镇功德路。1951年8月，为促进各民族团结，立团结公约石碑；1953年3月，增加一块团结公约补充规定碑。1960年代，石碑被打碎。2012年，在团结公约亭旁重立碑。2009年5月4日，列入广西壮族自治区文物保护单位。